# روزبه نعمت‌اللهی
روزبه نعمت الهی، زادهٔ ۷ تیرِ ۱۳۵۸، خواننده، آهنگساز، نوازنده و ترانه‌سرای ایرانی است. او دانش‌آموخته رشته موسیقی از دانشگاه سوره است.

## زندگی
روزبه نعمت الهی از کودکی و با ساز ویولون با دنیای موسیقی آشنا شد. او چندین سال نزد استادان برتر ویولون کلاسیک به یادگیری این ساز پرداخت و از آنجا که مادرش فرشته جواهری خواننده و ردیف خوان موسیقی بود، در محیطی کاملاً موسیقایی و هنری رشد کرد. پدرش مسرور نعمت‌الهی نیز محقق و استاد دانشگاه است و  انتخاب ترانه‌هایی که روزبه اجرا نموده اغلب توسط پدرش صورت گرفته است. روزبه و پدرش به صورت قریحی در زمینه ترانه هم فعالیت دارند به گونه ای که خیلی از کارهایی که روزبه انجام می‌دهد، ترکیبی از اشعار مختلف و ابیات اشعار یک شاعر به‌خصوص مولانا هستند که سروده پدر هستند.
روزبه نعمت الهی با صدایی گرم و رسا، لحنی آرامش بخش و اشعار عارفانه، به «خواننده صلح» در میان مخاطبان خود شهرت یافته است. او با ذوق و استعداد خود، گنجینه ای از ترانه‌های ماندگار را به موسیقی ایران هدیه داده است. اشعار او که عمدتاً مضامینی عاشقانه، عارفانه و اجتماعی دارند، به دلیل بهره‌مندی از سروده‌های مولانا و دیگر شاعران نامی ایران، از عمق و ظرافتی خاص برخوردارند. تاکنون ۴ آلبوم و بیش از ۱۰۰ تک آهنگ از این هنرمند توانمند منتشر شده که هر کدام قطعه ای از احساسات و اندیشه‌های او را به گوش مخاطبان می‌رسانند.
روزبه نعمت الهی در قالب آلبوم نیز آثار فاخر و ماندگاری را به علاقمندان موسیقی ارائه کرده است. از جملهٔ این آلبوم‌ها می‌توان به «سرزمین مادری»، «هفته عاشقی»، «عمو زنجیر باف» و «داروگ» اشاره کرد. هر کدام از این آلبوم‌ها با بهره‌مندی از تنظیمات حرفه ای، اشعار پرمغز و لحن دلنشین او، تجربه ای شنیدنی و خاطره انگیز را برای مخاطبان رقم می‌زنند.
روزبه نعمت الهی در سال‌های اخیر با برگزاری کنسرت‌های متعدد در ایران و خارج از کشور، شور و اشتیاق خود را به موسیقی و عشق به مخاطبانش را به نمایش گذاشته است. از جملهٔ کنسرت‌های ماندگار او می‌توان به کنسرت نمایش «شمس و مولانا» اشاره کرد که در آن با ظرافت و تبحر، نقش مولانا را ایفا کرد. همچنین کنسرت «صندلی‌های خالی» که در دوران همه‌گیری کرونا به صورت آنلاین برگزار شد، نمونه ای دیگر از ابتکار و تعهد این هنرمند به رسالت خود در قبال مخاطبانش بود. وی همچنین کنسرتی را با شعار «زمین را رعایت کنیم» باهدف حمایت از فرهنگ حفظ محیط زیست و اشاعه فرهنگ صلح دوستی برگزار کرد.
نعمت الهی علاوه بر مهارت و تبحر در خوانندگی، نوازنده ای چیره‌دست نیز می‌باشد و به زیبایی می‌تواند نوای دلنشین سازهایی همچون ویولن و پیانو را به گوش مخاطبان برساند. او در کودکی چندین ساز ایرانی و کلاسیک را آموخته و این توانایی، به غنای آثار او افزوده و حس و حال موسیقی اش را عمیق‌تر و تاثیرگذارتر می‌کند.

## آلبوم‌ها
- سرزمین مادری (۱۳۸۲)
- هفته عاشقی (۱۳۸۷)
- عمو زنجیرباف (۱۳۸۸)[۹]
- داروگ (۱۳۹۲)[۶]

## کنسرت‌ها
روزبه نعمت الهی تا به حال کنسرت‌های متعددی را در سالن برج میلاد، سالن وزارت کشور و سالن‌های دیگر شهر تهران و سایر شهرها برگزار کرده است. او چندین دوره دبیر و داور جشنواره‌های موسیقی جوانان بوده و با گروه‌های موسیقی متعدد خارجی و ایرانی همکاری کرده است. روزبه نعمت‌الهی برای اولین بار در ایران در اجرایی ماندگار در کنسرت نمایش ملت عشق، به عنوان خواننده و در نقش مولانا روایت دیدار شمس و مولانا را به روی صحنه برد. از ویژگی‌های روزبه نعمت‌الهی فعالیت‌های او برای مؤسسه‌های خیریه است که عموماً بخشی از درآمد حاصل از کنسرت‌هایش را صرف این مؤسسه‌ها می‌کند، نمونه‌های شاخص این کنسرت‌ها اجرا به نفع کودکان کار، کودکان دارای سندروم داون، مؤسسه بهنام دهش پور، یونیسف ایران و … است. وی تاکنون تیتراژهای متعددی را برای صدا و سیما تهیه کرده است که از مشهورترین کارهای او قطعه خاک دلیران است که بارها پخش شده است از جمله کنسرت‌های مربوط به خیریه، کنسرت برگزار شده به نفع زلزله زدگان آذربایجان بود که با درآمد حاصل از آن کانکس خریداری و به اماکن زلزله زده اهدا گردید.
- کنسرت بزرگِ ۲۵ آبان ۱۳۸۸برای نخستین بار در سالن برج میلاد در دو سانس
- کنسرت بزرگِ ۲۴ و ۲۵ مهر ماه ۱۳۹۲ در سالن برج میلاد بدون حتی یک صندلی خالی
- کنسرت بزرگِ ۱۸ شهریور ۱۳۹۳ در سالن برج میلاد با شعار «انسان و زمین را رعایت کنیم»
- کنسرت بزرگ به نفع کودکان سرطانی در تاریخ ۸ بهمن ۱۳۹۳ در سالن میلاد نمایشگاه
- کنسرتِ بزرگ ۲۵ اردیبهشت ۱۳۹۵ در سالن برج میلاد با اجرای جرای چندباره یک ترانه محبوب به نام خلیج فارس
- کنسرت بزرگِ ۲۸ تیر ماه ۱۳۹۵ در سالن میلاد نمایشگاه
- کنسرت بزرگِ ۱۴ تیرماه ۱۳۹۶ در سالن برج میلاد
- کنسرت بزرگِ ۱۵ آبان ۱۳۹۶ در شهر تورنتو (کانادا)
- کنسرت بزرگِ ملت عشق روزبه نعمت‌اللهی به همراه ارکستر آوای زمین هندوستان ۱۷ اسفند ماه ۱۳۹۶ در برج میلاد.
- کنسرت مشترک طالب‌زاده، روزبه نعمت‌اللهی و سیامک عباسی بهمراه نوازندگی سامان احتشامی در سالن برج میلاد در تاریخ ۲۷ اردیبهشت 1398
- کنسرت بزرگ در سالن سیتی سنتر شهر اصفهان در تاریخ ۳۰ خرداد 1398
- کنسرت بزرگ به نفع مؤسسه خیریه بهنام دهش پور و با همراهی سامان احتشامی در تاریخ ۲ مرداد ۱۳۹۸ در سالن برج میلاد
- کنسرت-نمایش با عنوان دیدار شمس و مولانا در تاریخ ۲۹ آذر ۱۳۹۸ در سالن برج میلاد
- کنسرت صندلی‌های خالی که برای اولین بار در ایران و بصورت کاملاً رایگان در دوره همه‌گیری کرونا در تاریخ ۲۴ اسفند ۱۳۹۸ در سالن همایش‌های برج میلاد اجرا و از سایت آپارات پخش شد
- کنسرت بزرگ در روز جمعه دهم دی ماه ۱۴۰۰، پس از دو سال دوری از صحنه به دلیل شیوع کرونا
- کنسرتِ ۱۹ دی ماه ۱۴۰۰ در سالن فضای باز آب‌نمای موزیکالِ جزیره کیش
- کنسرت بزرگ برج میلاد در تاریخ ۹ آذر 1402
- کنسرت بزرگ برج میلاد در تاریخ ۳ دی 1402
- کنسرت بزرگ برج میلاد در تاریخ ۲۸ دی 1402

## حاشیه‌ها و اجراها
- مهناز افشار که از چندین سال قبل تهیه‌کننده قطعات و کنسرت‌های وی بود،[۱۳][۱۴] در آلبوم داروگ، علاوه بر تهیه کنندگی، همخوان و دکلمه‌کننده ترانه‌ها نیز بود.[۱۵] که با مخالفت وزارت ارشاد، صدای مهناز افشار از این قطعات حذف شد.[۱۶]
- در خبری اعلام شد که نعمت‌الهی که سال‌ها با صداوسیما همکاری داشته در سال ۹۴ از حضور در تلویزیون منع شد.[۸][۱۷][۱۸] با این حال همان زمان مهدی خلجی مدیر گروه اجتماعی شبکه تهران ممنوع‌التصویر بودن نعمت‌اللهی را تکذیب و این امر را برداشت شخصیِ این خواننده از عدم حضورش در برنامه «جشن رمضان» بیان کرد.[۱۹]
- داوری بخش خوانندگی مسابقه استعدادیابی سایت آپارات در سال ۹۴.[۲۰]
- اجرای لایو در برنامه «ام شو» با اجرای مجید صالحی و نوازندگی سامان محتشمی
- اجرای اجرای یلدایی روزبه نعمت‌الهی به همراه مادرش فرشته جواهری و برادرش به روز نعمت الهی